# De kracht van Zes
De kracht van Zes is de tweede sciencefictionroman van de Lorien Legacies, een serie geschreven door de Amerikaanse schrijver Pittacus Lore (een pseudoniem van James Frey en Jobie Hughes, die samenwerkten aan deze reeks). Het boek verscheen op 1 november 2011. Het is het vervolg op Ik ben Nummer Vier. 

## Inhoud
Het verhaal wordt verteld door verschillende leden van de zogeheten Garde. Ten eerste wordt het verteld door Nummer Vier (John Smith), die op de vlucht is met Sam, Nummer Zes en Bernie Kosar. Daarnaast wordt het verteld vanuit Nummer Zeven, die Marina genoemd wordt. Zij verschuilt zich in Teresa, Spanje, terwijl Nummer Zes, Nummer Vier en Sam de andere Loriërs proberen te vinden.

### Zevens verhaal
Marina wordt gelijk in het begin van het verhaal geïntroduceerd. Ze leeft in een religieuze gemeenschap voor kinderen die hulp nodig hebben, samen met een aantal vrienden van school en Adelina, haar Cepaan (beschermer). Marina verafschuwt de school.
Nadat Marina en Adelina er niet in geslaagd zijn om zich in de grote massa van de aarde te mengen, gaan ze naar Santa Teresa om daar vervolgens tien jaar te leven. Adelina heeft haar hoop in de wederkomst van Lorien opgegeven en probeert haar leven verder te leven als non. Ze heeft de kist van Zeven ergens verstopt en negeert haar volledig.
Wanneer een zeven jaar oud meisje genaamd Ella ook in het huis komt wonen, wordt Marina gelijk vriendinnen met haar. Ella helpt Marina haar kist te vinden. Wanneer ze de kist openen worden ze getraceerd door de Mogadoren. Daar wist ze aan te ontsnappen in een gevecht waar Zes ze kwam helpen. Ook komt ze erachter dat Ella later samen met een Cepaan, genaamd Crayton, is ontsnapt van Lorien en dat zij dus Nummer Tien is.

### Viers verhaal
John wordt gewond wakker in een motel waar hij was aangekomen aan het einde van Ik Ben Nummer Vier met Nummer Zes en Sam. Ze proberen zo onopgemerkt mogelijk te blijven, omdat Vier nu zowel op de lijst van de Mogadoren staat als op de lijst van gezochte mensen van de FBI. Wanneer een politieman hen betrapt op het rijden met een gestolen auto, breekt er een gevecht uit tussen de drie en de FBI, waar Zes hen uit weet te redden door de elementen te beheersen.
Na een lange rit overtuigt Zes Vier ervan om zijn kist te openen. Daar zitten verscheidene voorwerpen in die Vier en Zes aan elkaar kunnen uitleggen. Zo zit er een voorwerp in dat het zonnestelsel laat zien waarin Lorien zich bevindt. Plotseling verandert het zonnestelsel in een wereldbol en zien ze een rode stip in de buurt van Spanje. Ook horen ze een vrouw gillen. Daarnaast vinden ze een brief die Henri, de vermoorde Cepaan van John, heeft geschreven met de inhoud dat de negen Gardes met tien geweest zouden moeten zijn en dat ze later Lorien zouden regeren, omdat ze extreme krachten hebben. Omdat de Mogadoren daar van hadden gehoord, proberen ze hen nu te vermoorden. Ook vertelt Henri dat de vader van Sam hen heeft geholpen met het inburgeren op aarde en dat de ontvoeringstheorie die Sam bedacht dus goed kan kloppen.
Als later die nacht Zes en Vier niet kunnen slapen en een rondje in de omgeving gaan lopen met behulp van de ontzichtbaarheidserfgave van Zes, ontploft hun huis en zien ze Mogadoren bij het huis staan. Sam was net op tijd ontsnapt met de kist van Vier door in het zwembad achter het huis te springen.
Sam herinnert zich iets wat zijn vader jaren geleden heeft gezegd en overtuigt de groep terug te keren naar Paradise, Ohio. Ze vinden daar in een verborgen kamer een tablet en wat mysterieuze papieren van zijn vader. Als Vier in het geheim met Sarah, zijn vriendin, afspreekt, sms't Sarah met iemand. Wanneer John haar vraagt met wie, antwoordt ze dat het met haar vriendin Emily is. Maar na een tijdje duikt de FBI op en arresteren ze Vier. Sarah had met de politie ge-sms't, bedenkt Vier zich later. Sam en Zes weten Vier te bevrijden, maar de kist wordt meegenomen.
De groep beslist zich te splitsen. Zes gaat naar Spanje om op zoek te gaan naar een ander lid van de Garde. Sam en Vier gaan naar West Virginia waar Zes eerder opgesloten heeft gezeten. Er is daar een enorme grot die de Mogadoren gebruiken als gevangenis. Ze verwachten dat Vier's kist daarheen is gebracht dus gaan zij ook die kant op.
In de grot gebruiken ze een Xlitharis, zodat ze onzichtbaar kunnen zijn. Ze vinden de kist samen met een andere tegen de tijd dat de Xlitharis is uitgewerkt. Ook vinden ze een ander lid van de Garde, Nummer Negen. Van hem was ook het gevonden kistje. Ze vechten zich een weg naar buiten, maar Sam wordt gevangengenomen. Als ze willen vertrekken naar het punt waar ze weer met Zes hadden afgesproken, beseft Vier dat alleen Sam de locatie wist.

## Personages
- John Smith - De verteller van het eerste boek en de helft van het tweede boek. Hij is het vierde lid van de Garde.
- Nummer Zes - Het zesde lid van de Garde, dat een oogje heeft op John Smith en in het grootste gedeelte van het boek bij hem is.
- Sam Goode - De beste vriend van John Smith, die een oogje heeft op Zes.
- Marina - Ze vertelt de helft van het tweede boek en is het zevende lid van de Garde. Aan het einde van het boek ontmoet ze Nummer Zes.
- Adelina - De Cepaan van Marina. Ze sterft tijdens een gevecht met de Mogadoren om Marina te redden.
- Ella - Marina's beste vriendin. Ze ontsnapte later aan Lorien en is daarmee het tiende lid van de Garde. Ze heeft de gave om van leeftijd te wisselen.
- Crayton - De onofficiële Cepaan van Ella, omdat zij toen ze vluchtten van Lorien nog maar net geboren was.
- Sarah Hart - Johns vriendin, die hem waarschijnlijk heeft verraden aan de FBI.
- Nummer Negen - Het negende lid van de Garde. Hij was gevangene van de Mogadoren.
- Héctor Ricardo - Marina's vriend. Sterft in het gevecht om Marina te beschermen.